# Cova del Bolomor

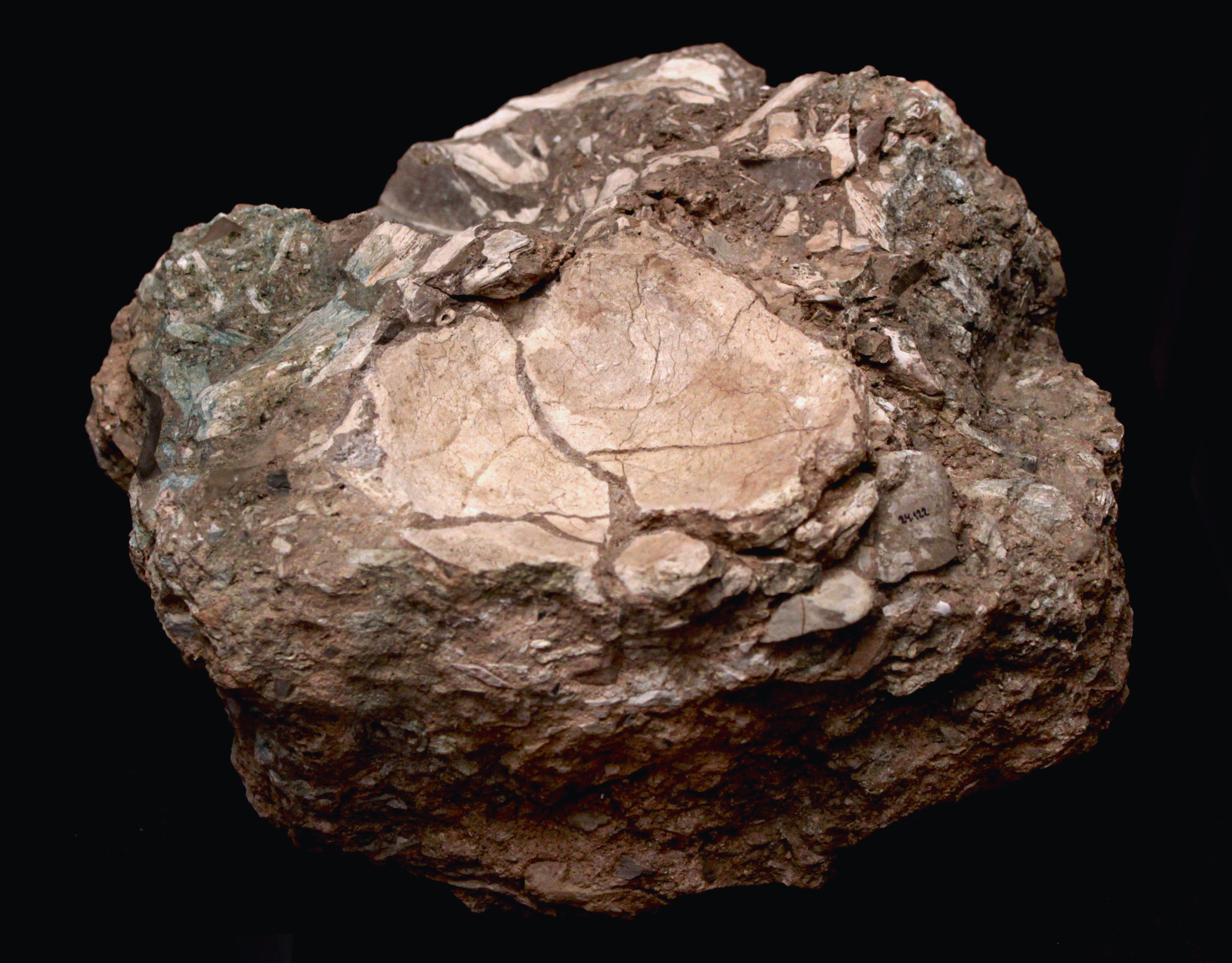
Parietal d'Homo neanderthalensis inclòs en una bretxa osífera de la Cova del Bolomor, Museu de Prehistòria de València.

La cova del Bolomor és un jaciment arqueològic situat en la vall de la Valldigna (la Safor, València). Allotja en la seua columna estratigràfica les proves que demostren l'ús que ha fet l'ésser humà del foc en una ampla seqüència temporal que dura des dels 300.000 fins als 100.000 anys abans de la nostra era, sent també la primera evidència de l'ús controlat del foc a la península Ibèrica.
També s'hi han trobat restes lítiques i òssies, i fòssils d'homínids. En 1867, el geòleg Juan Vilanova y Piera i el naturalista Eduard Boscà, van explorar la cavitat i recollir diferents mostres, posteriorment donades al Museu Arqueològic Nacional. Des de la dècada de 1880, el geòleg Leandro Calvo explora la cova en diverses ocasions, realitzant-ne el primer document escrit que es conserva. Les exploracions fetes per ell van permetre que el geòleg Gabriel Puig y Larraz realitzara en 1896 una primera descripció estratigràfica de la cova.
A principis del segle xx, la Cova de Bolomor ja estava considerada com un dels jaciments més importants del País Valencià juntament amb la Cova de les Meravelles, la Cova del Parpalló i la Cova Negra.
En 1913, Henri Breuil visita la cova juntament amb Leandro Calvo, En 1923, la Comissió del Col·legi de Doctors de Madrid explorà la cova en busca de restes humanes, sense èxit, i en 1932 Lluís Pericot va recolir diversos materials que van enviar-se a l'Institut de Paléontologie Humaine de Paris per intervenció d'Henri Breuil.

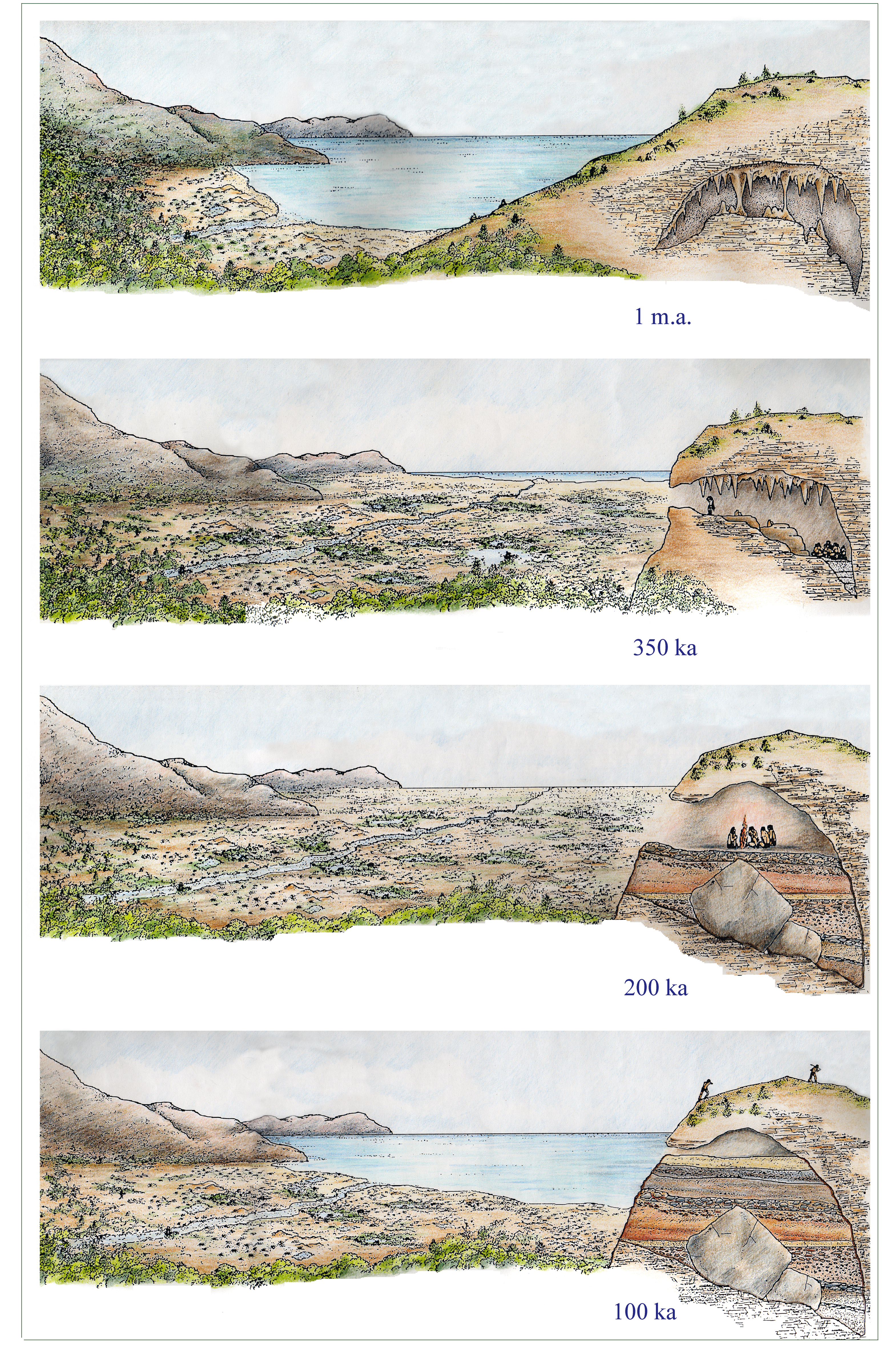
Evolució de l'estat de l'ocupació a la cova de Bolomor.

En 1935 van començar alguns treballs d'extracció de pedra mitjançant buidatge amb dinamita en un jaciment arqueològic important del dipósit, que van ser abandonats quan la pedrera comença a buidar-se. S'estima que estos treballs miners van destruir vora el 70% del dipósit arqueològic.
En 1975 el Servei d'Investigació Prehistòrica (S.I.P.) de la Diputació de València va incloure la cova en les seues visites, i en 1977 es van recollir sediments. En 1989, i després de la visita de Joan Giner, un paleontòleg aficionat que, basant-se en els treballs de Vilanova i Piera, va visitar la cova en 1987 alertant de l'abundància de fòssils de vertebrats (dipositats posteriorment al Museu de Geologia de Barcelona), un equip interdisciplinar amb Josep Fernández Peris i Pere Guillem Calatayud inicia una llarga i ininterrompuda campanya d'excavació arqueològica.
Un equip d'arqueòlegs encapçalat per Josep Fernàndez va traure a la llum el 1994 les primeres llars del jaciment. Posteriorment, se'n van afegir dues més el 2001 i unes altres el 2004. L'antiguitat d'aquestes últimes, entre 250.000 i 290.000 anys aC, suposen un referent mundial en el procés de domesticació del foc.
L'equip de Bolomor va localitzar el parietal pertanyent a un individu adult de «neandertal antic», localitzat en el nivell VI i amb una antiguitat de 130.000 anys, que és la resta humana més antiga trobada al País Valencià.

## Territori i hàbitat
Els pobladors de la Valldigna i la Cova del Bolomor durant el Plistocé mitjà eren caçadors-recol·lectors. Les seues estratègies de subsistència i les seues formes de vida es basaven en l'aprofitament del paisatge. La major part dels recursos alimentaris provenien de la caçera, complementada puntualment, amb pràctiques de carronyeig oportunista, associat a la recerca d'aliments sense una pauta definida. És molt probable que la recol·lecció d'insectes, mel o vegetals completara la seua dieta, com fan pensar les marques dentals o les analítiques químiques d'isòtops de carboni i nitrogen.

## Divulgació
Amb motiu de la celebración del 30 anniversari de les excavaciones arqueològiques, s'organitzaren unes jornadas divulgatives del jaciment a Tavernes de la Valldigna, amb la cloenda per part del professor Juan Luis Arsuaga.
Actualment s'està construint un centre d'arqueologia experimental, a pocs metres del jaciment.